# 安間之重
安間 之重（やすま ゆきしげ、1938年3月25日 - ）は、日本の陸上競技の選手である。
中央大学卒業後、リッカーミシンへ入社した。
1960年ローマオリンピックに男子走幅跳で出場した。 

## 参照資料
1. ↑  “「1912年～2008年夏季オリンピック日本代表選手団に関する資料：所属組織と最終学歴を中心に」25頁「選手ID-588」、「安間之重」” (PDF).   束原文郎、札幌大学 (2013年11月29日). 2024年6月5日閲覧。
2. ↑  “Yukishige Yasuma Olympic Results”.  Sports Reference LLC. 2020年4月17日時点のオリジナルよりアーカイブ。2017年12月16日閲覧。